# Manawadano
Manawadano is een bestuurslaag in het regentschap Nias Selatan van de provincie Noord-Sumatra, Indonesië. Manawadano telt 468 inwoners (volkstelling 2010).